# Good Omens (chương trình truyền hình)
Good Omens là một miniseries  dựa trên cuốn tiểu thuyết cùng tên năm 1990 của Terry Pratchett và Neil Gaiman. Là sản phẩm hợp tác giữa Amazon Studios và BBC Studios, sê-ri gồm sáu tập được tạo ra và viết bởi Gaiman, người cũng từng là người dẫn chương trình. Douglas Mackinnon là đạo diễn. Good Omens có sự tham gia của dàn diễn viên do David Tennant, Michael Sheen, Adria Arjona, Miranda Richardson, Michael McKean, Jack Whitehall, Jon Hamm và Frances McDormand dẫn đầu.
Tất cả các tập phim được phát hành vào ngày 31 tháng 5 năm 2019, trên Amazon Prime Video và sẽ được phát sau đó vào năm 2019 trên BBC Two ở Anh.

## Tóm tắt
Lấy bối cảnh vào năm 2018, bộ phim kể về ác quỷ Crowley (David Tennant) và thiên thần Aziraphale (Michael Sheen), những người bạn lâu năm, đã quen với cuộc sống trên Trái đất, tìm cách ngăn chặn Antichrist đến và cùng với nó là Armageddon, trận chiến cuối cùng giữa Thiên đường và Địa ngục.

## Diễn viên và nhân vật

### Nội dung
- Michael Sheen trong vai Aziraphale: một thiên thần sống trên Trái đất kể từ buổi bình minh của sự sáng tạo. Anh ta được giao nhiệm vụ bảo vệ Vườn Địa đàng bằng một thanh kiếm lửa. Anh ấy yêu những thứ tốt đẹp và hiện đang sở hữu một cửa hàng sách cổ ở London.
- David Tennant trong vai Crowley: một con quỷ sống trên Trái đất kể từ buổi bình minh của sự sáng tạo. Ban đầu được gọi là "Crawly", anh ta là Con trăn đã cám dỗ Eve với quả táo từ cây kiến thức của cái thiện và ác.[6]
- Daniel Mays trong vai Arthur Young: cha của Adam
- Sian Brooke vai Deidre Young: mẹ của Adam
- Ned Dennehy trong vai Hastur: một con quỷ
- Ariyon Bakare trong vai Ligur: một con quỷ
- Nick Offerman trong vai Thaddeus Dowling: Đại sứ Hoa Kỳ và cha của Warlock
- Anna Maxwell Martin trong vai Beelzebub: thủ lĩnh của lực lượng Địa ngục
- Nina Sosanya trong vai Chị Mary Loquility: một nữ tu của Dòng Chattering của Thánh Beryl, một nhóm nữ tu satan  được giao nhiệm vụ chuyển đứa bé Antichrist
- Doon Mackichan trong vai Tổng lãnh thiên thần Michael
- Sam Taylor Buck trong vai Adam Young: Antichrist bất đắc dĩ bị vô tình chuyển vào gia đình Young
- Jon Hamm trong vai Tổng lãnh thiên thần Gabriel: lãnh đạo của lực lượng của Thiên đường. Trong khi Gabriel chỉ được nhắc đến một lần trong tiểu thuyết gốc, vai trò của anh dự định được mở rộng trong phần tiếp theo chưa bao giờ hoàn thành của Good Omens, vì vậy Gaiman đã kết hợp các phần của cốt truyện của phần tiếp theo được lên kế hoạch về vai trò của các thiên thần trong cốt truyện của phim truyền hình.[5] Trong tiểu thuyết, thủ lĩnh của các thế lực Thiên đàng là Metatron.
- Frances McDormand là tiếng nói của Chúa: người dẫn chuyện
- Adria Arjona là Anathema Device: Hậu duệ cuối cùng của Agnes Nutter,  hợp tác với Newton Pulsifer để cố gắng ngăn chặn ngày tận thế
- Miranda Richardson trong vai Madame Tracy: gái điếm và một thầy đồng bán thời gian
- Michael McKean trong vai Witchfinder Trung sĩ Shadwell: sĩ quan cuối cùng của đội quân phù thủy kiêu hãnh một thời
- Jack Whitehall trong vai Newton Pulsifer: một kỹ sư máy tính đang gặp khó khăn và là hậu duệ của thợ săn phù thủy Pulsifer Không-Ngoại-Tình.Whitehall cũng đóng vai Pulsife Không-Ngoại-Tình thợ săn phù thủy đã thiêu Agnes Nutter trên cọc.[6]
- Mireille Enos trong vai Chiến tranh: một trong Tứ kỵ sĩ khải huyền xuất hiện dưới lốt phóng viên chiến tranh Carmine "Red" Zuigiber.
- Bill Paterson trong vai RP Tyler: một thành viên của Tổ chức giám sát khu phố Tadfield và hàng xóm của gia đình Young
- Yusuf Gatewood trong vai nạn đói: một trong Tứ kỵ sĩ khải huyền xuất hiện dưới lốt chuyên gia dinh dưỡng và doanh nhân Raven Sable.
- Jamie Hill và Brian Cox trong vai Thần chết: một trong Tứ kỵ sĩ khải huyền. Hill đóng vai Thần chết và lồng tiếng bởi Cox.[7]

#### Đặc sắc
Các diễn viên dưới đây chỉ được nêu trong các phần mở đầu của duy nhất các tập mà họ đóng vai trò quan trọng.
- Steve Pemberton và Mark Gatiss trong vai Harmony và Glozier: những người mua sách cho der Führer trong Thế chiến II
- Reece Shearsmith trong vai William Shakespeare
- David Morrissey trong vai thuyền trưởng Vincent: thuyền trưởng của tàu du lịch mắc cạn trên Atlantis
- Simon Merrells trong vai Leslie Người Chuyển Phát Quốc tế: một người đàn ông giúp triệu tập Four Horsemen
- Derek Jacobi trong vai trò Metatron: người phát ngôn của Chúa
- Johnny Vegas trong vai Ron Ormorod
- Andy Hamilton là giọng nói của Hell's Usher
- Niall Greig Fulton và Benedict Cumberbatch trong vai Satan: kẻ thống trị Địa ngục. Fulton thực hiện motion-capture cho Satan trong khi Cumberbatch lồng tiếng.

### Diễn viên phụ và khách mời
- Samson Marraccino trong vai Warlock Dowling: con trai của Dowlings, bị nhầm là Antichrist
- Jill Witernitz trong vai Harriet Dowling: vợ của Thaddeus và mẹ của Warlock
- Paul Chahidi trong vai Sandalphon
- Josie Lawrence trong vai Agnes Nutter, phù thủy thực sự cuối cùng ở Anh. Lawrence tiếp tục vai trò của mình từ bản chuyển thể radio.
- Amma Ris trong vai Pepper: một trong những người bạn của Adam
- Ilan Galkoff trong vai Brian: một trong những người bạn của Adam
- Alfie Taylor trong vai Wensleydale: một trong những người bạn của Adam
- Lourdes Faberes trong vai ô nhiễm: một trong Tứ kỵ sĩ khải huyền và xuất hiện ở Pestilence đã nghỉ hưu với tư cách là một kỵ sĩ ở khu penicillin.
- Gloria Obianyo trong vai Uriel
- Nicholas Parsons và Elizabeth Berrington trong vai Dagon: Lord of the Flies. Parsons lồng tiếng  trong tập 1 trong khi Berrington đóng vai Dagon trong tập 5 và 6.

Jonathan Aris xuất hiện với tư cách là Thiên thần chiến binh: một thiên thần thu thập các thiên thần cho Armageddon. Adam Bond đóng Jesus Christ, bị đóng đinh chứng kiến bởi Crowley và Aziraphale. Sanjeev Bhaskar đóng Giles Baddicombe, một luật sư nhếch nhác. Steve Oram đóng vai Horace, một người lái mô tô trên chiếc M25 bị thôi miên và bị thiêu sống bởi lời nguyền vòng tròn lửa của Crowley. Paul Kaye và Ben Crowe góp giọng hát: Kaye vai phát ngôn viên đài và Crowe trong vai Freddie Mercury. Jayde Adams và Jenny Galloway đóng vai người tham gia lễ của Madame Tracy. Alistair Findley và Jim Meskimen xuất hiện trong vai George HW Bush, Findley đóng vai Bush trong khi Meskimen lồng tiếng cho anh ta. Kirsty Wark, Paul Gambaccini và Konnie Huq là những người dẫn chương trình truyền hình. Neil Gaiman cameos trong rạp phim ở tập 4, bên cạnh David Tennant. Mũ và khăn quàng biểu tượng của Terry Pratchett xuất hiện trong hiệu sách của Aziraphale.

## Sản xuất

Áp phích quảng cáo

Pratchett và Gaiman đã lên kế hoạch chuyển thể Good Omens thành phim trong nhiều năm, với nhiều đạo diễn và nhà văn khác nhau gắn bó với dự án vào nhiều thời điểm. Năm 2011, một bộ phim truyền hình, được viết bởi Terry Jones và Gavin Scott, đầu tiên được thông báo là đang thực hiện nhưng không có kế hoạch nào được công bố. Sau cái chết của Pratchett, Gaiman từ chối làm việc một mình mà thay đổi ý định khi nhận được một lá thư từ Pratchett, viết để gửi sau khi chết, thúc giục anh ta hoàn thành dự án.
Vào ngày 19 tháng 1 năm 2017, Amazon Prime Video đã thông báo rằng đã bật đèn xanh cho loạt phim truyền hình chuyển thể từ tiểu thuyết được đồng sản xuất với BBC tại Vương quốc Anh. Các nhà sản xuất điều hành bao gồm Gaiman, Caroline Skinner, Chris Sussman, Rob Wilkins và Rod Brown. Gaiman cũng được thiết lập để chuyển thể tiểu thuyết cho màn ảnh và đóng vai trò là người chạy chương trình. Các công ty sản xuất liên quan đến loạt phim dự kiến sẽ bao gồm BBC Studios, Narrativia và The Blank Corporation. Phân phối của loạt đã được xử lý bởi BBC Worldwide.

### Dàn diễn viên

Sheen vai Aziraphale và Tennant trong vai Crowley khi quay phim.

Vào ngày 14 tháng 8 năm 2017, dược thông báo rằng Michael Sheen và David Tennant đã được chọn vào vai chính của Aziraphale và Crowley. Vào ngày 14 tháng 9 năm 2017, Gaiman tiết lộ trên Twitter rằng Nina Sosanya, Ned Dennehy và Ariyon Bakare đã tham gia vào dàn diễn viên chính. Một ngày sau, Jack Whitehall, Michael McKean, Miranda Richardson và Adria Arjona được công bố là nhà điều hành hàng loạt. Một tuần sau đó, Sam Taylor Buck, Amma Ris, Ilan Galkoff, Alfie Taylor, Daniel Mays và Sian Brooke cũng được chọn. Vào tháng 10 năm 2017, có thông tin rằng Jon Hamm, Anna Maxwell Martin, Mireille Enos, Lourdes Faberes và Yusuf Gatewood đã tham gia diễn viên chính. Vào tháng 11 năm 2017, có thông tin rằng Reece Shearsmith và Nicholas Parsons cũng đã được chọn. Vào ngày 15 tháng 12 năm 2017, có thông tin rằng Derek Jacobi sẽ lồng tiếng cho Metatron.
Vào ngày 9 tháng 2 năm 2018, thông báo Steve Pemberton và Mark Gatiss đã tham gia loạt phim này. Vào ngày 6 tháng 3 năm 2018, Nick Offerman đã được vào vai trong một loạt vai diễn thường xuyên. Vào ngày 20 tháng 7 năm 2018, thông báo ở San Diego Comic-Con rằng Frances McDormand đã được chọn làm giọng nói của Chúa cũng như người dẫn truyện. Vào ngày 13 tháng 2 năm 2019, Neil Gaiman tuyên bố rằng Benedict Cumberbatch sẽ lồng tiếng cho Satan nhân vật này được tạo bởi CGI.

### Quay phim
Quay phim bắt đầu vào tháng 9 năm 2017, với Gaiman tweet một bức ảnh của Tennant và Sheen trong trang phục trên phim trường. Vào tháng 10 năm 2017, việc sản xuất được phát hiện quay phim ở Surrey. Bộ phim cũng được quay tại Công viên St James ở London và Hambleden  tại Buckinghamshire, và đóng máy vào tháng 3 năm 2018 tại Cape Town, Nam Phi. Gaiman tiết lộ tại panel New York Comic Con 2018 rằng họ đã sử dụng mô hình Bentley 1934, không giống như mô hình năm 1929 được đề cập trong cuốn sách. Điều này là do sự thiếu nghiên cứu của các tác giả về xe hơi tại thời điểm viết cuốn sách, và mô hình năm 1934 giống tưởng tượng của tác giả hơn. Các hiệu ứng hình ảnh sinh vật khác nhau, bao gồm địa ngục, Satan và Usher, được xử lý bởi Milk VFX.

## Công bố
Sáu tập của loạt phim đã được phát hành trên Amazon Prime Video vào ngày 31 tháng 5 năm 2019, và sau đó sẽ phát sóng hàng tuần trên BBC Two.

### Tiếp thị
Vào ngày 6 tháng 10 năm 2018, bộ truyện đã tổ chức một hội thảo tại New York Comic Con hàng năm tại thành phố New York. Bảng điều khiển được kiểm duyệt bởi Whoopi Goldberg và người sáng tạo Neil Gaiman, đạo diễn Douglas Mackinnon, và các thành viên Michael Sheen, David Tennant, Jon Hamm, và Miranda Richardson. Trong bảng điều khiển, trailer đầu tiên cho loạt phim đã được công chiếu và sau đó được phát hành trực tuyến.
Trong SXSW 2019, Amazon Prime đã tổ chức một  bữa tiệc Good Omens "Garden of Eden" ở Austin, Texas trong suốt tuần lễ hội. Bữa tiệc được tổ chức bởi những người biểu diễn ăn mặc như thiên thần và ác quỷ, tương ứng, với thức ăn miễn phí, dịch vụ làm tóc & móng tay, và một quầy bar miễn phí đầy đủ. David Tennant, Michael Sheen, Jon Hamm, Douglas Mackinnon và Neil Gaiman đã xuất hiện với tư cách khách mời tại Vườn Địa đàng một thời gian ngắn trước khi chiếu một tập của loạt phim tại Nhà hát Zach. Một bữa tiệc được tổ chức tại Garden by Entertainment Weekly có sự tham gia của nhóm nhạc Queen cover. Những chiếc ô và túi tote có nhãn hiệu Omens tốt đã được trao tặng trong trải nghiệm, và Khu vườn có một vườn thú nuôi đầy những chú chó con địa phương, có thể nhận nuôi được gọi là " Chó săn địa ngục ".

## Tiếp nhận
Good Omens đã nhận được đánh giá tích cực từ các nhà phê bình. Trên Rotten Tomatoes, nó có tỷ lệ phê duyệt 84% dựa trên 79 đánh giá với điểm trung bình 7,15 trên 10. Sự đồng thuận quan trọng của trang này là, "Một hình ảnh tuyệt vời của thiên đường và sự vui nhộn không thể thay đổi, Good Omens hoạt động nhờ Michael Sheen và Hóa học rất gần như thánh (hoặc có thể không linh thiêng) của David Tennant - mặc dù, chỉ dài sáu tập, đó là một tác phẩm chuyển thể hiếm hoi có thể được hưởng lợi từ việc ít trung thành với cuốn sách hay. "  Trên Metacritic, nó có số điểm 66% dựa trên các đánh giá từ 19 nhà phê bình, cho thấy "các đánh giá chung có lợi".

### Đơn yêu cầu hủy bỏ
Một trang kiến nghị trực tuyến yêu cầu Netflix hủy bỏ một cách sai lầm Good Omens đã nhận được hơn 20.000 chữ ký từ những người phản đối nội dung của chương trình, không biết rằng chương trình thực sự trên Amazon và cũng là một miniseries không cần hủy bỏ. Bản kiến nghị, được đăng tải như một phần trong chiến dịch "Trở về trật tự" của một tổ chức Cơ đốc giáo Hoa Kỳ, chỉ trích chương trình đối xử không tôn trọng các chủ đề liên quan đến chủ nghĩa satan và ma quỷ, và sử dụng giọng nữ cho Chúa. Các kiến nghị sau đó đã được gỡ bỏ khỏi trang web, sửa chữa và đăng lại.

### Giải thưởng
| Năm  | Giải thưởng                                 | thể loại                                                         | Người nhận | Kết quả       | Ref. |
| ---- | ------------------------------------------- | ---------------------------------------------------------------- | --- | ------------- | ---- |
| 2019 | Giải thưởng Sao Thổ                         | Truyền hình khoa học viễn tưởng, hành động và giả tưởng hay nhất | style="background: #FFD; color: black; vertical-align: middle; text-align: center; " class="partial table-partial"\|Chưa công bố | David Tennant |      |
| 2019 | Giải thưởng Sao Thổ                         | Chưa công bố                                                     | | David Tennant |      |
| 2019 | Giải thưởng Sao Thổ                         | Chưa công bố                                                     | | David Tennant |      |
| 2019 | Claire Anderson, Bobbie Edwards, Beth Lewis |                                                                  | Chưa công bố | David Arnold  |      |
| 2019 | Claire Anderson, Bobbie Edwards, Beth Lewis | Chưa công bố                                                     | | David Arnold  |      |
| 2019 | Claire Anderson, Bobbie Edwards, Beth Lewis | Chưa công bố                                                     | | David Arnold  |      |